# Trichomanes africanum
Trichomanes africanum là một loài thực vật có mạch trong họ Hymenophyllaceae. Loài này được H. Christ miêu tả khoa học đầu tiên năm 1909.